# Onthophilinae
Onthophilinae (лат.) — подсемейство жуков из семейства карапузиков.

## Распространение
Onthophilus распространены главным образом в голарктическом регионе и насчитывается 37 видов этого рода; Peploglyptus — два Американских вида и один Малайский; остальные же роды в большинстве из тропиков Старого Света, хотя род Glymma был описан в Бельгии, хоть родом и из Африки; Epiechinus довольно широко распространённый род: встречается в Африке, от Юго-Восточной Азии и до Австралии. Вымершие рода †Cretonthophilus и †Amplectister найдены в бирманском янтаре.

## Экология
Биология подсемейства очень плохо изучена.

## Систематика
- подсемейство: Onthophilinae

- род †Amplectister
- род: †Cretonthophilus
- род: Epiechinus
- род: Glymma
- род: Onthophilus
- род: Peploglyptus
- род: Sculptura
- род: Sigillum
- род: Vuattouxinus